# James A. Norton
James Albert Norton (n. 11 de noviembre de 1843 – f. 24 de julio de 1912) fue un abogado y político estadounidense, también fue miembro de la Cámara de Representantes de los Estados Unidos por el estado de Ohio.
Norton nació en Bettsville, Ohio y asistió a las escuelas del distrito donde se graduó en la escuela de estudios secundarios de Tiffin.
Durante la Guerra Civil se alistó en el ejército de la Unión en agosto de 1862. Fue sargento de la compañía K, del 101.er Regimiento, de la infantería voluntaria de Ohio. Más tarde fue ascendido a teniente y ayudante del 120.° Regimiento de la Infantería de color de los Estados Unidos en 1864.
Se retiró del servicio en 1864.

## Postguerra
Después de la guerra Norton estudió medicina y comenzó sus prácticas en Ohio en 1867 y continuó en esa profesión hasta 1879.
Estudió derecho y fue admitido al Colegio de Abogados en 1879.
Trabajó como miembro de la Cámara de Representantes estatal en el período 1873-1879, y como presidente del Comité Estatal Demócrata desde 1887 hasta 1892.
De 1885-1892 trabajó como auditor del Condado y como comisario de ferrocarriles y telégrafos desde 1889 a 1895, cuando dimitió para aceptar un puesto en el departamento legal de la Compañía de Ferrocarril de Baltimore y Ohio.
Norton fue elegido como demócrata en el 55.º, 56.º y 57.º Congresos (4 de marzo de 1897-3 de marzo de 1903). No fue reelegido para el 58.º Congreso de 1902.  Retomó su actividad legal en la Compañía de Ferrocarril de Baltimore y Ohio.
Murió el 24 de julio de 1912 en Tiffin, Ohio y fue enterrado en un mausoleo en el cementerio Green Lawn.